# Mont Alban
Mont Alban er en mindre bjergtop (223 m), beliggende øst for Nice. Bjerget er en udløber af Alperne.
Sammen med Mont Boron og Mont Vinagrier udgør det Nices østlige begrænsning og adskiller Nice fra Villefranche-sur-Mer.
På bjergets nedre del, har Nice bredt sig op langs dets vestside. På toppen ligger Fort Alban.